# Leutasch
Leutasch is een gemeente in het district Innsbruck Land van de Oostenrijkse deelstaat Tirol.
De gemeente Leutasch bestaat uit 26 woonkernen, te weten Moos, Obern, Klamm, Plaik, Platzl, Ostbach, Aue, Kirchplatzl, Obere Wiese, Gasse, Lehner, Ahrn, Puitbach, Reindlau, Lochlehn, Unterkirchen, Burggraben, Schanz, Weidach, Föhrenwald, Emmat, Seewald, Neuleutasch, Lehenwald en Boden Niederlög. Veel van deze kernen liggen in het Gaistal.
Het dorpsdeel Weidach vormt het toeristische centrum van de gemeente, met een weg in de richting van Seefeld, de Leutascher Straße (L14). Een andere straat, de Buchener Straße (L35), loopt naar Telfs in het Inndal. Ook Mittenwald is vanuit Leutasch uitstekend te bereiken
De landbouw heeft Leutasch in de loop der jaren een sterk agrarisch uiterlijk gegeven, in tegenstelling tot de omliggende gemeenten. Bezienswaardigheden in de gemeente zijn met name de met barokke beschilderingen versierde huizen.

## Partnergemeente
- Kahl am Main